# Rolande Roux-Estève
Rolande Roux-Estève (geborene Rolande Estève; * 10. Oktober 1921 in Toulouse; † 6. Juli 2009 in Levallois-Perret, Département Hauts-de-Seine) war eine französische Herpetologin, die sich vornehmlich mit der Familie der Blindschlangen (Typhlopidae) aus Afrika befasste. 

## Leben
Roux-Estèves Vater war Mathematikprofessor an der Universität Toulouse, wo sie 1939 ihr Baccalauréat ebenfalls in Mathematik erwarb. Im November 1942, während des Zweiten Weltkriegs, trat sie eine Position als Präparatorin am Muséum national d’histoire naturelle in Paris an. Dort arbeitete sie zunächst im Labor von Léon Bertin, einem Professor für Fische und Reptilien. Ab 1957 war sie unter dem Nachfolger Bertins, dem Herpetologen Jean Guibé, tätig. Bis zu diesem Zeitpunkt konzentrierte sich Roux-Estève hauptsächlich auf die Arbeit mit Fischen, darunter jene, die während der Expeditionen der Calypso unter der Leitung von Jacques-Yves Cousteau gesammelt wurden. Von Juli 1952 bis Juli 1961 war sie zudem an das Office de la Recherche Scientifique et Technique Outre-Mer (ORSTOM) im ozeanographischen Zentrum von Pointe-Noire in der damaligen französischen Kolonie Kongo (heute Republik Kongo) abgeordnet. 1952 heiratete sie den Ichthyologen und Hydrobiologen Charles Roux, der 1950 Direktor des Zentrums geworden war. Nach ihrer Zeit im Kongo verlagerte Roux-Estève ihr Interesse auf Blindschlangen und Schlangen. Als sie 1961 an das Muséum national d’histoire naturelle zurückkehrte, setzte sie ihre Arbeit in der Abteilung von Guibé fort und leitete diese inoffiziell in den Jahren 1975 bis 1977, bevor Édouard-Raoul Brygoo seinen Dienst als neuer leitender Professor antrat. 
Roux-Estève wurde im Januar 1979 zur wissenschaftlichen Assistentin erster Klasse befördert und ging 1981 im Alter von 60 Jahren in den Ruhestand. Sie starb am 6. Juli 2009 in Levallois-Perret (Hauts-de-Seine), einem Vorort von Paris.
Eine bedeutende Aufgabe bestand in der Identifizierung der Schlangenexemplare des Museums, die von Georg Jan zur Veranschaulichung in seinem zusammen mit Ferdinando Sordelli verfassten Atlas Iconographie Générale des Ophidiens (1860–1881[1882]) entliehen wurden. Jan bestimmte zahlreiche Typusexemplare seiner neu beschriebenen Arten, versäumte jedoch die entsprechende Kennzeichnung dieser Exemplare. Roux-Estèves eigenes herpetologisches Forschungswerk umfasste 22 Titel, die zwischen 1962 und 1995 veröffentlicht wurden. 15 davon behandeln afrikanische Schlangen. Ihr Hauptinteresse galt den Blindschlangen, wobei sie dieses Thema auch zum Thema ihrer Doktorarbeit Recherches sur la morphologie, la biogéographie et la phylogenie des Typhlopidae d’Afrique (Dr.sci.nat. an der Universität Pierre und Marie Curie im Jahr 1975) machte. 
Die Jury für die Verteidigung ihrer Doktorarbeit bestand aus Guibé, Maxime Lamotte und André Villiers. Die Dissertation wurde in zwei Teilen veröffentlicht (beide 1975) und stellt ihr Hauptwerk dar. Einer dieser Teile, eine 313-seitige Monografie über afrikanische Blindschlangen, erforderte den Umgang mit enormen quantitativen Datensätzen, wobei ihre frühe Ausbildung in Mathematik von Nutzen war. Da sich die überwiegende Mehrheit dieser Schlangenarten durch eine geringe Körpergröße auszeichnet, wurde die Durchführung von Zählungen an umfangreichen Stichproben zu einer anspruchsvollen Aufgabe, die ein hohes Maß an Geduld und Sorgfalt erforderte.
Roux-Estèves Schriften umfassen eine Reihe von Themen: Identifizierungen von Sammlungen französischer und belgischer Staatsangehöriger, sorgfältige taxonomische Übersichten über Arten oder Gattungen, Führer zu lokalen Schlangenfaunen, Studien zur Morphologie, Biogeografie und Phylogenie sowie Listen von Exemplaren im Pariser Museum. Eine ihrer bedeutendsten Arbeiten war eine detaillierte Studie über die die unterschiedliche Anzahl der Wirbel- und Rückenschuppenreihen in einer Stichprobe von 1000 Exemplaren von Typhlops angolensis, die an Orten von Meereshöhe bis in über 2000 m Höhe gesammelt wurden. Sie benannte neue Taxa, darunter Letheobia (früher Rhinotyphlops) wittei (Roux-Estève, 1974) aus Zaire, Madatyphlops (früher Typhlops) domerguei (Roux-Estève, 1980) aus Madagaskar, die Blindschlangenart Myriopholis (früher Leptotyphlops) perreti (Roux-Estève, 1979) aus Kamerun, die Natternart Philothamnus hughesi Trape & Roux-Estève, 1990 aus Kamerun, der Zentralafrikanischen Republik, der Demokratischen Republik Kongo, der Republik Kongo, Gabun, Südsudan und Uganda, die afrikanische Schlankblindschlangengattung Rhinoleptus Orejas-Miranda, Roux-Estève & Guibé, 1970, die Skinkart Melanoseps loveridgei Brygoo & Roux-Estève, 1982 aus Tansania sowie die Seifenbarschart Diploprion drachi Roux-Estève, 1955.

## Dedikationsnamen
Nach Roux-Estève sind die Doppelschleichenart Cynisca rouxae Hahn, 1979, die Froschart Anodonthyla rouxae Guibe 1974 sowie die Blindschlangenarten Afrotyphlops rouxestevae Trape, 2019 und Myriopholis rouxestevae (Trape & Mané, 2004) benannt worden.